# Piz Roseg
Der Piz Roseg ([ˌpitsroˈzetɕ]ⓘ) ist ein markant freistehender Berg über dem Val Roseg der Berninagruppe im Kanton Graubünden in der Schweiz.

## Beschreibung
Der 3935 m ü. M. hohe Hauptgipfel ist vom etwas mehr als 300 Meter nordwestlich liegenden Vorgipfel (3917 m, auch Schneekuppe genannt) durch einen ausgeprägten Sattel getrennt. Im Osten ist der Piz Roseg durch die 3518 m hohe Scharte Porta da Roseg vom Piz Scerscen getrennt. Der Grat zwischen Hauptgipfel und Porta da Roseg trägt den 3867 m hohen Gipfel des Piccolo Roseg.
Die Eismassen des Piz Roseg fliessen in drei grossen Gletschern ab:
- Vadret da Tschierva im Norden
- Vadret da la Sella / Vadret da Roseg im Westen
- Vedretta di Scerscen Superiore im Südosten

Die Staatsgrenze zwischen der Schweiz und Italien verläuft von der Porta da Roseg über den Ostgrat in die Nähe des Hauptgipfels, biegt aber 70 Meter davor über den Sellagrat nach Südwesten ab. Der Hauptgipfel liegt zur Gänze in der Schweiz.
Den Berg, der 1865 durch Adolphus Warburton Moore, Horace Walker und Jakob Anderegg erstbestiegen wurde, erreicht man am einfachsten von Pontresina durch das Val Roseg (Rosegtal). Die heutige Normalroute zum Gipfel im Schwierigkeitsgrad ZS- der SAC-Berg- und Hochtourenskala folgt dem Nordgrat, auch Esels- oder Middlemoregrat, rätoromanisch la crasta genannt. Durch die stark vergletscherte Nordostwand führen zahlreiche anspruchsvolle Eisanstiege. Die erste erfolgreiche Durchsteigung dieser Eisflanke gelang Christian Klucker und Ludwig Norman-Neruda am 16. Juni 1890 in nur 5½ Stunden. Am 4. Juli 1977 stürzte hier der bekannte Südtiroler Steilwandabfahrer Heini Holzer im Alter von nur 32 Jahren beim Versuch der ersten Skibefahrung in den Tod.
Mit der Chamanna da Tschierva, die auf einer Höhe von 2583 m über dem Tschiervagletscher liegt, und der 2610 m hoch gelegenen Chamanna Coaz im hintersten Rosegtal stehen zwei SAC-Hütten als alpine Stützpunkte zur Verfügung.

## Einzelnachweise

Piz Roseg-Delta, vom Fuorcla Surlej. Historisches Luftbild von Leo Wehrli (1922)

Piz Roseg. Historisches Luftbild von Werner Friedli (1964)